# Tresserre
Tresserre là một xã trong tỉnh Pyrénées-Orientales, vùng Occitanie phía nam nước Pháp. Xã Tresserre nằm ở khu vực có độ cao trung bình 152 mét trên mực nước biển.